# Štěpánovice u Českých Budějovic
Štěpánovice (deutsch Stepanowitz) ist eine Gemeinde im Okres České Budějovice in Tschechien.

## Geographie

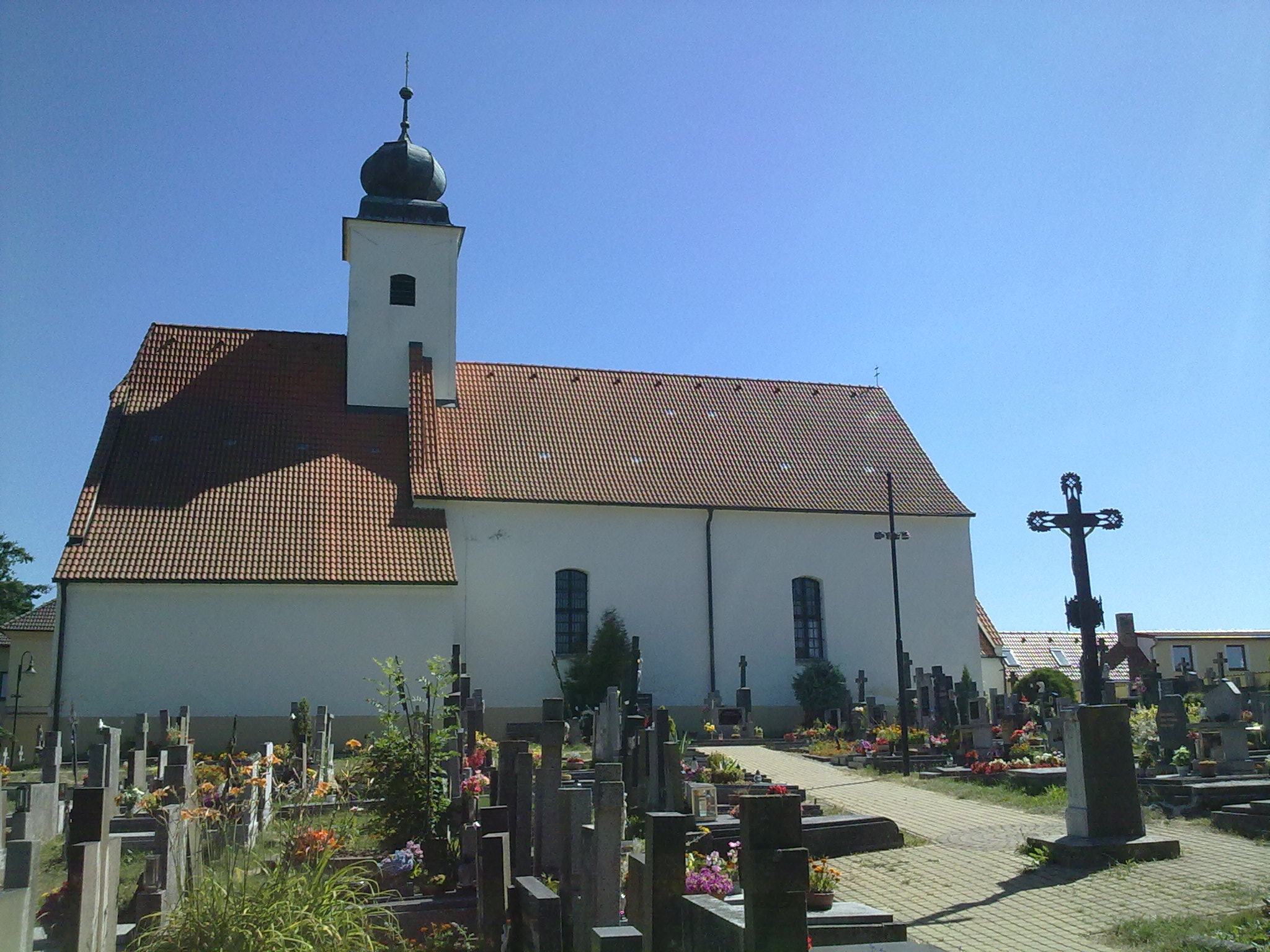
Marienkirche in Štěpánovicích (2013)

Štěpánovice liegt ungefähr 14 km östlich von Budweis und 122 km südlich von Prag. Im Norden von Štěpánovice verläuft die Silnice I/34 (ein Teil der Europastraßen 49 und 551). Durch den Ort fließt der Fluss Miletínský potok, im Süden des Gemeindegebiets erstrecken sich die Seen Spolský rybník, Vlkovický rybník und Výskok.

### Nachbargemeinden
|                  | Lišov Lischau                               |                  |
| Hvozdec Hwozdetz | Kompassrose, die auf Nachbargemeinden zeigt | Třeboň Wittingau |
|                  | Libín Libin                                 |                  |

### Gemeindegliederung
Für die Gemeinde Štěpánovice sind keine Ortsteile ausgewiesen. Zu Štěpánovice gehören die Wohnplätze Skalice (Skalitz) und Vranín (Wranin). Grundsiedlungseinheiten sind Štěpánovice und Vranín.

## Wappen
Beschreibung: In Blau eine goldene Blattkrone durch Doppelwolkenschnitt von einer Rose mit goldenem Butzen in verwechselten Farben von Rot und Silber geteilt.

## Geschichte
Štěpánovice, welches ursprünglich Štěpánov hieß, wurde im 13. Jahrhundert gegründet. Die Marienkirche des Dorfs wurde wahrscheinlich im 14. Jahrhundert erbaut.

## Bevölkerungsentwicklung
| Jahr      | 1869 | 1880 | 1890 | 1900 | 1910 | 1921 | 1930 | 1950 | 1961 | 1970 | 1980 | 1991 | 2001 | 2011 | 2021 |
| --------- | ---- | ---- | ---- | ---- | ---- | ---- | ---- | ---- | ---- | ---- | ---- | ---- | ---- | ---- | ---- |
| Einwohner | 673  | 683  | 619  | 624  | 696  | 705  | 688  | 586  | 642  | 631  | 641  | 588  | 637  | 790  | 956  |

## Sehenswürdigkeiten
- Marienkirche
- Statue von Johannes Nepomuk